# Bloodborne
『Bloodborne』（ブラッドボーン）は、2015年3月26日にソニー・コンピュータエンタテインメント（現ソニー・インタラクティブエンターテインメント）から発売されたPlayStation 4用アクションRPGである。

## 発売以前からの動き
『Demon's Souls』を手がけたSCEジャパンスタジオとフロム・ソフトウェア（ディレクター：宮崎英高）によるアクションRPGの新規タイトル。E3 2014内のイベント「プレイステーション E3 2014 プレスカンファレンス（Sony E3 Press Conference）」（日本時間2014年6月10日）にて正式発表された。当初の発売予定日は2015年2月5日であったが、2014年11月12日に発売日が2015年3月26日に延期されることが発表された。
正式発表に先駆けて、2014年5月上旬に英語圏の画像掲示板「4chan」に真偽不明の『PROJECT BEAST』として、いくつかのスクリーンショットや動画がリークされていた。以前よりWebメディアでのインタビューにて宮崎英高は、自身がディレクターとして『DARK SOULS II』ではなく別なタイトルを制作しているということが公表されており、上記のリーク情報と相まって、『Demon's Souls』に関係したタイトルなのではないか、との憶測を呼んでいた。
本作の開発は、2012年に宮崎の開発チームが開発していた『DARK SOULS』のDLCである『ARTORIAS OF THE ABYSS』が一段落したタイミングで、彼がSCEから「新しいハードで、また新しいゲームを作りませんか?」という提案を受けたことがきっかけとなっている。『Demon's Souls』と同じくSCEとフロム・ソフトウェアの宮崎チームによる共同開発だが、続編や系譜ではなく完全な新作とされている。
今作のキーワードとして「未知を探索する楽しさ」と「死闘感」が挙げられており、前者はマップの探索のみならず、攻略法や戦術、キャラクタービルドを研究する（探る）という意味合いも含まれている。後者は戦闘にフォーカスしたワードであり、恐ろしい敵を打倒することで死闘を乗り越えた喜びを感じてほしい、としている。世界観は『Demon's Souls』『DARK SOULS』のようなハイ・ファンタジーではなく、19世紀ヴィクトリア朝をベースにした、新ゴシック様式の街並みを舞台とする。ゴシックホラーの要素も加えられており、その雰囲気は『Demon's Souls』のステージのひとつ「塔のラトリア」に例えられている。
日本市場における初週売上は15万2567本。この週のトップ売上ソフトとなった。イギリスではデビュー売上2万2500本で「バトルフィールド ハードライン」に次いでランキング初登場2位。北米においては、月の下旬の発売であったにも関わらず発売月（3月）売上ランキング2位となった。4月までに100万本を突破。9月までに200万本を突破している。これは発売元のソニーの予想を上回るものであったという。

## ゲームシステム
従来の作品とは世界、登場人物、物語の繋がりがなく完全新作とされている本作だが、ゲームシステムの骨子は『Demon's Souls』、『DARK SOULS』シリーズ（以下、Soulsシリーズ）を色濃く受け継いでいる。特にSoulsシリーズにおける通貨と経験値を兼ねた要素「ソウル」は、本作では「血の遺志」という名前だが、ほぼ同一の役割になる。一方でSoulsシリーズの特徴だった左手装備の「盾」は、本作では変わり種として2種類のみになり「獣狩りの銃」が主流となる。また装備重量がシステムからなくなったため装備に阻害されずアクションが可能である。さらに倒した敵からドロップするアイテムをプレイヤーが回収できなかった場合、アイテムや敵が再配置されるなど『Demon's Souls』より緩やかな仕様に変わっている。
プレイヤーの基本的な戦闘スタイルは、右手に仕掛け武器、左手に銃器をそれぞれ2種類ずつ装備し、俊敏な動作で攻撃をかわしながら敵を倒していく形となる。
以下にSoulsシリーズと大きく違う要素のみ紹介する。

### 仕掛け武器
プレイヤーの右手用装備品で戦闘の主力となるもの。仕掛け武器の名の通りすべての右手用武器は、変形をはじめとした何らかのギミック要素を持っている。例えば「ノコギリ鉈」は、変形前は獣を引き裂くノコギリ、変形後は遠心力を利用した大ぶりの鉈として機能する。これらは変形すると両手持ちになる武器と片手持ちのままの武器に大別され、両手持ちになる武器の場合は左手の武器が変形中の間は使用できない。一方で変形せず、威力を一時的に強化するタイプのものも存在する。また変形すると武器を扱うアクションが変化するだけでなく属性も変化し、攻撃の効果も切り替えることができる。

### 獣狩りの銃・左手装備
左手用の武器は銃が基本ではあるが、前述通り他に盾と松明がある。銃は、大砲なども登場するがすべて20個（カレル文字で上限を増やせる）まで携行できる消費アイテム「水銀弾」を消費して射撃する。また銃によって一度に水銀弾を大量に消費するものや火炎放射器など発射し続けることもできる特殊な装備も存在する。なお右手装備と違い変形するもの、両手持ちの武器は登場しない。銃は遠距離攻撃用の装備でもあるがSoulsシリーズの特徴であるパリィ（敵の攻撃を阻止して反撃のチャンスを作る事）にも使用される。ただしSoulsシリーズの弓やボウガンのように一人称視点に画面が切り替わって照準体勢を取ることはできないため、いわゆる狙撃はできない。
本作の盾は、いずれもSoulsシリーズのようにスタミナの許す限り攻撃を受け続けられるような頑強なものではないが、特定の攻撃に対して有効な場面が存在する。
松明は振り回して武器として使うこともできるが主に暗闇で視界を確保するために用いる装備で、手に持っている状態であれば明かりとして使うことができる。特に本作では暗く視界の悪い場所が多く、この松明の明かりが役立つ場面は多い。また盾と違い強化することもできる。

### 輸血液
「輸血液」は回復アイテムの一つだが本作では独占的かつ最も有効な手段となっている。輸血液専用として割り当てられた△ボタンを押して使用すると最大HPの40％に当たる量を瞬時に回復する。他のアイテムと異なりアイテムスロットに装備することができず、必ず画面左上のスタミナゲージの下に専用スロットに所持数が表示される。所持上限は20個（カレル文字で上限を増やせる）だが、エリアに配置されていたり、敵を倒した時に手に入ることが多く、攻略中に使用と補充を繰り返すことが一般的である。輸血液以外にも「ヨセフカの輸血液」など回復アイテムは他に少数存在するが、どれも所持数が1個までであり、代替手段にはなりえない。
Soulsシリーズの「エスト瓶」と違い自然に補充されることがない。他のアイテムと同じく所持数を超えると倉庫に保管され、入手手段は購入するか回収するしかなく、保管された分もなくなると自動で補充されることはない。また回復量を上昇させるカレル文字も登場するが、あまり有効ではない。

### 水銀弾
「水銀弾」は銃撃や秘儀（魔法攻撃）の使用など要所のアクションで消耗するアイテム。輸血液同様、こちらも基本的な所持上限は20個であり、必ず画面左上のスタミナゲージの下に所持数が表示され、アイテムスロットに搭載することはできない。購入する他、攻略中に入手する機会が多く、特に銃や秘儀で攻撃してくる敵を倒した時に手に入る傾向にある。またHPを消費して「緊急補充」により、任意にその場で補充できる。
Soulsシリーズの矢やボルトと違い種類は他に登場しない。使用者の血液を混ぜているという設定がなされており、「血質」というステータスによって威力が変化する。

### リゲイン
「リゲイン」とは、プレイヤーがダメージを受けた直後のわずかな間に敵を攻撃することでHPが回復するシステム。敵の攻撃を受けた場合だけでなく落下やトラップによるダメージを受けた場合でも発動する。リゲインできるHP量は使用する武器によって違いがある。ただし活動中の敵に限られ、倒した敵の死骸などを攻撃しても回復しない。
Soulsシリーズには採用されておらず、『Bloodborne』の特徴とも言えるシステムである。

### 時間帯
本作はそれぞれ特定のイベントを迎えるとプレイの進捗状況が移行したと見做され、「夕刻」、「宵」、「月夜」、「青ざめた血の夜」に変化する。これは主にオンライン環境における他のプレイヤーとのセッションに影響し、前半の時間帯にあるプレイヤーは後半の時間帯のプレイヤーとはマッチングしない。他にも様々な変化が発生し、攻略に関わる要素になる。

## Bloodborne The Old Hunters
『Bloodborne The Old Hunters』（ブラッドボーン ジ・オールドハンターズ）は、2015年11月24日にPlayStation Storeにてソニー・コンピュータエンタテインメントから有料配信された本作のダウンロードコンテンツである。
また、本編とこのDLCをセット収録した完全版『Bloodborne The Old Hunters Edition』（ブラッドボーン ジ・オールドハンターズエディション）が2015年12月3日に同社から発売された。
古い狩人たちがとらわれた悪夢の世界を舞台としたもので、新たなエリアとボス、武器、防具、アイテムなど全般的に新要素が追加されている。ゲーム中盤には訪れることが可能だが、難易度はその時点としては極めて高く設定されている。
本編のキャラクター音声設定は英語（デフォルト）とイギリス英語のみだったが、このDLCを適用することで本編も含めて日本語版音声でプレイすることが可能となる。
- 10種類を超える追加武器
- 3つの新ステージ
- これまで語られなかった『Bloodborne』の隠されたストーリー
- 新ボスも含め、敵キャラクターも多数追加
- NPCによる協力プレイ
- 本編も含めた日本語版音声に対応。

## ストーリー
かつて栄華を極めた古都ヤーナムは、今や忘れられ、風土病「獣の病」がはびこっていた。それでもなお、多くの病人たちは「血の医療」と呼ばれる治療法を求め、ヤーナムを訪れていた。ヤーナムへ「青ざめた血」を求めて来た主人公は、そこで「獣の病」の罹患者である「病み人」を狩る人々と出会う。

## 登場人物

### 主要人物
主人公
性別選択可能。台詞はない。Soulsシリーズと同じく顔や体形などがキャラクターメイクで変更できる。
時代の中心地となる場所から古都ヤーナムへ血の医療を求めてやってきた異邦人。「狩人の夢」にて、使者たちに獣狩りの武器を託され狩人となる。
ヨセフカの診療所にて正体不明の老人に血の医療、つまりヤーナムの血を輸血され、直後から血と獣の悪夢に囚われる。前後の記憶が曖昧となっており目覚めた時、ベッドの近くにあった自筆の書き置きに書かれた「青ざめた血」を手掛かりにヤーナムを探索する。
人形
声 - 早見沙織
狩人の夢に現れる、美しい女性の姿をした長身の人形。指の関節が作り物である以外は、ほぼ人間と変わらない外見と立ち振る舞いをし、時に感情を表すことさえある。その顔は、古い女狩人「時計塔のマリア」と酷似しているが来歴は不明。主人公が啓蒙を得ることで動き出し、啓蒙が0の状態ではまったく動かない。主に血の遺志と引き換えにプレイヤーのレベルアップを行う。
助言者ゲールマン
声 - 秋元羊介
最初の狩人ゲールマンを名乗る老人。狩人の夢のなかで主人公に対し、助言者を名乗る年老いた男性。左足は義足で、車椅子に乗っている。狩人の夢に散在する墓は、かつて夢に出入りしていた狩人たちのもので過去には、複数の弟子を取っていたらしい。その正体は最初の狩人であり、なぜ狩人の夢に現れるのかは不明。現在の狩人の軽快な身のこなしと仕掛け武器による戦い方は、彼の戦闘スタイルに強く影響されている。

### 主要NPC
ニセ女医
声 - 能登麻美子
本名不詳。ヨセフカの診療所で途中から女医ヨセフカと入れ替わる謎の女。教会の白装束を身にまとい、仕込み杖と教会の連装銃で武装している。
入れ替わった直後から主人公に対し知己であるかのように振る舞い、「まともな人がいたら保護と治療のためヨセフカの診療所へ避難するよう助言してほしい」と依頼する。
しかし実際には、なりすましたヨセフカ本人や送られた人々を、青い宇宙人のような姿をした「星界からの使者」に変貌させる人体実験を実行していたことが分かる。
診療所に侵入した主人公（プレイヤー）に対し、すぐ立ち去るよう警告する（警告を無視して二階へ行くと戦闘になるが、外へ逃走も可能）。このとき警告通り立ち去り、赤い月が現れてから再び診療所を訪れると、エンディングの分岐に関するアイテムを入手できる。
狩人狩りアイリーン
声 - 沢海陽子
烏羽の狩人。変った形の一対の短剣を操る女狩人。鳥の羽を模したマントを身にまとい、ペスト医師のような仮面をかぶっている。
血に酔って正気を失った狩人を狩る、ただ一人の狩人狩りの証「鴉の狩人証」を持つ。
主人公に友好的なNPCのひとりで、冷静だが人情味のある言動で助言や諫言を与える。
夕方〜宵、青ざめた月の夜、赤い月それぞれの時間帯に専用のイベントが用意されており、成否やクリア数によって展開が変わる。
ガスコイン神父
声 - 立木文彦
古狩人の一人。医療教会に神父という肩書はなく、もとは異邦から来訪した聖職者であった。当初は医療教会に属した狩人であったが、後に教会と決別する。
オドン教会の地下墓地にて、どの人間も「獣」になるという考えに陥り、主人公にも襲いかかってくる。本人もついに「獣」となり、主人公に討たれることとなった。
妻と娘がおり、妻ヴィオラは地下墓地の一角で事切れており形見のブローチを入手できる。娘は帰らぬ父親と、彼を連れ戻しに出かけた母親をひとり待ち続けており、プレイヤーとの会話イベントが存在する。
上記のオドン地下墓地に行く前は、アイテム「古人呼びの鐘」でヤーナム市街地の協力NPCとして召喚可能。ただし、主人公が地下墓地のある下水道方面に差し掛かると帰還してしまう仕様になっている。
古狩人ヘンリック
ガスコイン神父の相棒。連盟員でもある。強さ故に死に場所を得られず、彼もまた正気を失った狩人。
上記の狩人狩りアイリーンに関連して、彼と戦うイベントが発生する。この時、ヘンリック殺害の成否、アイリーン生存の成否によってフラグと展開が変化する。
なお、主人公が連盟員である場合、ヘンリック殺害後は改めて彼を協力NPCとして召喚できるようになる。
古狩人デュラ
声 - 白熊寛嗣
かつては狩人の夢にいた古狩人の一人。かつて存在した工房「火薬庫」との交流があり、「火薬庫」の作成した狩り武器を操る。
医療教会の旧市街焼き払いにも参加したが、獣だけでなく罹患者すべてを燃やし尽くす光景に失望とショックを受け、狩人をやめて旧市街に閉じこもり、盟友の狩人と二人で旧市街の獣となった人々を守っている。
旧市街の警告文が張られた扉からの進入だと問答無用で戦闘になるが、隠し街ヤハグルから入って彼に接近した場合、会話が可能で、選択肢によって和解か敵対か分岐する。
血族狩りアルフレート
声 - 小西克幸
今は亡き医療教会のローゲリウスが率いた「処刑隊」の古狩人。
礼儀正しく、主人公にも好意的に接する物腰の柔らかい青年。様々な情報を提供してくれる。赤い月が上っても正気を保っている人物の一人。
血の女王を監視するためカインハーストにとどまるローゲリウスを、正式に殉教者として奉祀することを悲願としており、そのため特殊な招聘を必要とするカインハーストへの道を探し続けている。これに関連する専用イベントが用意されている。
殉教者ローゲリウス
医療教会が設立した、カインハーストの「穢れた血族」を狩る狩人の一団「処刑隊」を率いたという人物。
血族の抹殺は果たせたものの、不死身である女王アンナリーゼだけは殺せなかったため玉座の間へ封印し、自らは玉座の間への鍵となる「幻視の王冠」を被り監視者となった。
廃城カインハーストにてボスエネミーとして登場。大鎌やクリスナイフ、怨念を用いた魔法を操り襲いかかってくる。
門番＆墓守
ウィレームの二人の弟子。かつて師の命令に従って地下遺跡に赴いて神秘にまみえ、正気を失った。
正気を失っても心酔する師に従い、それぞれ禁域の森の合言葉の門番、森の墓守になった。
最後の学び手、ユリエ
ウィレームの身辺を警護するビルゲンワースの最後の学生。主人公がビルゲンワースの建物内に入ると襲いかかってくる。彼女が着用している衣装は、ビルゲンワースの思想の直系を称する医療教会の指導層「聖歌隊」の制服である。
聖歌の間者、エドガール
医療教会の狩人「聖歌隊」のメンバーで「メンシス学派」に潜伏しているスパイ。
マダラスの双子
禁域の森で毒蛇と共に育った双子の兄弟。狩人となり「獣」を腑分けして持ち帰り、禁断の研究に提供した。後に、弟は兄を殺害している。
時期は不明だが、マダラスの弟は連盟に加入しており、主人公が連盟員の場合は協力NPCとして呼び出すことができる。ただし、主人公がヴァルトールの鉄兜を入手すると敵対し、森の風車小屋（ヴァルトールが待機していた場所）で襲いかかってくる。彼を倒すと、周回しても二度と「古人呼びの鐘」で召喚できなくなる。
やつしのシモン
声 - 田村健亮
医療教会の最初期の狩人。医療教会の所属で、身を窶して貧民街に潜入し、その地域の獣を狩る役職「やつしの狩人」と思しい。銃を嫌い、弓となる仕掛け武器を携えた珍しい狩人。
狩人の悪夢において、主人公に悪夢の秘密、医療教会の暗い裏の顔を示唆し、時に助言する。狩人の成り立ちや秘密について知っているらしく、「俺たち狩人があんまりにも憐れじゃあないか」とも語っている。
教会の隠そうとする暗部に主人公を近付け、自身も迫ったことを医療教会の刺客ブラドーに知られ、最終的には殺害されてしまう。
なお、他の多くの狩人と違い、彼の遺体は亡くなった後も消滅しない。
流浪の狩人、ヤマムラ
遠い異国から来た連盟の狩人。“淀み”を直視したために発狂し、狩人の悪夢の地下牢に幽閉されている。
本来は遠い東の国に住む侍だったが、友人が「獣」に殺害され、形見の血刀を携えて仇討のためヤーナムを訪れた。
実験棟で入手できる「地下牢の鍵」で彼の幽閉されている部屋へ入ることができるが、会話は不可能。彼を殺害すると、各所で協力NPCとして召喚可能になる（連盟のカレル「淀み」装備時のみ）。
教会の刺客、ブラドー
声 - 広瀬彰勇
医療教会の狩人。己の淀んだ血を纏わせ、歪な戦鎚󠄀を形作る異形の仕掛け武器を携える。
かつての戦友（この戦友が誰なのかは不明である）が聖職者の獣と化した時、彼はそれを狩り彼の頭皮を剥ぎ自らの装束とし、その後、狩人の悪夢の地下牢に自らを幽閉した。医療教会はブラドーに対して、悪夢で秘密を探る狩人を狩るための特殊な鐘を与え、教会の刺客とした。狩人が秘密に触れていなければ鐘の音は聞こえないが、鐘の音が聞こえた者には召喚されたブラドーの分身が襲いかかる。
悪夢の主ミコラーシュ
声 - 青山穣
医療教会の二つの上位会派の一つ「メンシス学派」を主宰する、檻を被った奇怪な男。服装から、元はビルゲンワースの研究者であったと思われる。上位者ゴースとの交信を試み、自らも上位者になろうと目論んでいる。
聖剣のルドウイーク
声 - うえだゆうじ
医療教会の最初の狩人。ゲールマンとは異なる、より怪異なる敵と戦った狩人で、ヤーナムの住民から狩人を募った。目を閉じた先に見出したという光を纏った大剣「月光の聖剣」を愛用して英雄と称えられたが、やがては異形の獣と化して狩人の悪夢に囚われ、「醜い獣ルドウイーク」と呼ばれるに至った。
実験棟を擁する大聖堂の地下、死体溜まりで戦うことになる。他の聖職者の獣と異なり、馬と融合したような外見を持ち、背中にはかつての彼の象徴であった大剣を負っているが、存在を忘れている。しかし、体力が半減して体勢を崩した際、背中から滑り落ちた剣の月光に理性を取り戻し、「聖剣のルドウイーク」として主人公と剣を交える。
ボス戦後に会話が可能で、主人公が教会系の狩装束を着用しているか否かで内容が変わる。
時計塔のマリア
声 - 早見沙織
医療教会の狩人。かつてはゲールマンに学んだ古狩人だったが、理由は分からないものの後に反目し、教会に属した。狩人の夢に現れる人形に瓜二つの姿をしている。
教会の最大の恥部である「漁村」の秘密を隠すため、入口である時計塔に居住して侵入者を抹殺する役目を担う。実験棟を管理することもあるらしく、一部の理性を残した患者からは「マリア様(Lady Maria)」と敬慕されている。ただし、彼女がどのような意思や目的で患者に目を配っているかは不明。
カインハーストの女王の傍系であり穢れた血族。かつては血を利用した戦闘を嫌い、狩人の技のみに熱狂していたが、弱さ故に愛用の刀「落葉」を捨て、血刃を操る。
連盟の長、ヴァルトール
声 - 藤原啓治
またの名を「獣食らいのヴァルトール」。かつて一匹の獣を追ってヤーナムに辿り着いた官憲隊の一人で、仲間を皆殺しにした獣を倒し喰らった時、人の内に蠢く“淀み”のカレルを見出した。淀みに棲む“虫”を潰すことを目的とする狩人の組織、連盟の長という肩書を持つ。
禁域の森の灯り側の風車小屋におり、彼と会話することで連盟に参入できる。“虫”はもちろん、淀みの根源となる獣、上位者と眷属、医療教会は猛烈な嫌悪を持っており、よく悪態をつく。
主人公が虫を5匹潰すと「長の鉄兜」を残して姿を消し、主人公が鉄兜を受け継ぐ形となる（兜はヴァルトールを殺害することでも入手できるが、その場合は「片目の鉄兜」という名称となり、テキストも一部変更される）。
実は、もう長い間“虫”を見ることができなくなっており、主人公を連盟に引き入れたことを「僥倖」「俺の最後の大仕事」と形容するなど、優秀な狩人に長の座を引き継がせたがっていたらしい。

### その他
ヨセフカ
声 - 遠藤綾
ヨセフカの診療所の女医。当初は主人公に回復アイテム「ヨセフカの輸血液」を渡し支援するが、ゲーム中の時間帯が宵になると別人（ニセ女医）と入れ替わる。
また時間が進み月夜になるとニセ女医によって星界からの使者に変えられ、人の姿ではなくなってしまったことが分かる。
重病人ギルバート
声 - 奈良徹
または「異邦人ギルバート」。ヤーナム市街に住む男。主人公と同じく病の治療法を求めてヤーナムを訪れたが血の医療が良い物とは思えず、失望している。
ヤーナムの少女、少女の姉
声 - 黒沢ともよ、花澤香菜
ヤーナム市街に住む姉妹。両親を探して欲しいと主人公に依頼する。
孤独な老婆
声 - よのひかり
ヤーナム市街に住む老婆。逃げられる場所を探している。避難場所を教えるとそこへ移動する。
オドン教会の男
聖堂街のオドン教会に住む、赤いローブをまとった住民。獣避けの香を用意し、他の住民にオドン教会まで逃げてくるように主人公から教えて欲しいと依頼する。
娼婦アリアンナ
声 - 行成とあ
聖堂街に住む若い女。カインハースト城の血族に連なる貴族ドレスを着ており、その末裔と思しい。避難場所を教えるとそこへ移動する。
偏屈な男
聖堂街で娼婦アリアンナの向かいの家に住む男。アリアンナを避難させると自分にもその場所を教えろと訴えて来る。ただし避難場所を教えてもプレイヤーを疑って別の場所に移動する。
尼僧アデーラ
声 - うえだ星子
隠し街ヤハグルに連れ去らわれた尼僧。避難場所を教えるとそこへ移動する。特定の条件下でアリアンナを殺害し、主人公とも敵対する。
身を窶した男
禁域の森の風車小屋で「獣」に襲われ、死体の中に隠れていた男。避難場所を教えるとそこへ移動する。特定の条件下で雷光を纏った「恐ろしい獣」へと変貌し、主人公と敵対する。
学長ウィレーム
声 - 麦人
かつての学び舎ビルゲンワースの総長。彼に学んだ弟子たちがヤーナムの地下遺跡、神の墓から聖体を持ち帰り、そこから血の医療のもととなる血液を採取した。これにより昔日のヤーナムは繁栄したのだと言われている。とは言え彼自身は「血」に拠った研究をよく思っておらず、見解を違にした多くの弟子たちが彼のもとを去り、「医療教会」を立ち上げる事となった。かつてゲールマンとも何かしらの関係があったらしい。
初代教区長ローレンス
声 - 青山穣
ビルゲンワースの学長ウィレームの元弟子であり、血の医療の担い手である医療教会の創設者である。大聖堂にある骸骨は彼が獣化する直前に切られたもので、骸骨に触れることで彼のビルゲンワース脱退の際の学長ウィレームとの会話が聞ける。
教区長エミーリア
声 - 伊藤静
聖堂街の現職の教区長。獣狩りの夜に大聖堂の中で祈りをささげている。
蜘蛛のパッチ
声 - 楠見尚己
フロム・ソフトウェアで恒例のキャラクター。本作では身体が蜘蛛になっている。
アイテムにつられた主人公を崖から突き落とし、嘲笑を浴びせるイベントも健在。
血の聖女アデライン
声 - 花澤香菜
実験棟で拘束されている人体実験にかけられたらしい血の聖女。
血族の長アンナリーゼ
声 - 榊原良子
廃城カインハーストの貴族、穢れた血族の女王で最後の一人。上位者の血を吸い不死になった。
血の女王ヤーナム
トゥメル人の地下遺跡で今も生きる古代人。物語の随所で登場する。

### 上位者
オドン
『姿なきオドン』と呼ばれる上位者。影響下にある人物に対し、己の触媒たるを求める存在であるとされる。
自らの名を関する『オドン教会』では一匹のアメンドーズが確認できるが、この個体とオドンの関係性は不明。
ゴース
『母なるゴース』と呼ばれる上位者のひとりで、かつては人間と交信していた。今はなぜか姿を消し、誰からの交信にも答えない。
ダウンロードコンテンツ「The Old Hunters」で追加されたストーリーにて登場するが死亡しており、その胎内からボスエネミー「ゴースの遺子」が産み落とされた。
ロマ
『白痴の蜘蛛ロマ』。ゴースから「瞳」を授かり上位者となった「眷属」。ミコラーシュの台詞から、かつては人間だった可能性がある。理由は不明だが、自身の能力によりメンシス学派の儀式と「赤い月」を秘匿していた。
エーブリエタース
『星の娘エーブリエタース』。見捨てられた上位者にして「眷属」の特性を持つ。医療教会の上位会派の片割れ「聖歌隊」と特に関わりが強く、彼らの根城である聖堂街上層、その最奥にある「嘆きの祭壇」に立っている。
メルゴーの乳母
上位者のひとり。メルゴーの高楼にて、赤子の上位者メルゴーを守る謎めいた存在。黒い衣に身を包んだ、有翼多腕の異形の姿を持つ。
アメンドーズ
巨大な体と七本の腕を持つ上位者。個体名でなく種族名であり、赤い月が出た後は街の各所で複数の個体を確認できる。
蜘蛛のパッチ曰く、「哀れな落とし子」。

## 設定

### 用語
獣の病
ヤーナムの風土病。罹患者は「獣憑き」となり、体は大柄な狼のそれに近づき理性を失う。それはもはや人でない「獣」と呼ばれ、狩人たちの狩りの対象となる。
狩人（ハンター）
もはや人ではない「獣」を狩る人々。多くは血と狩り（戦闘）、あるいは異常な目的を見出しており、金銭や生活のために狩人をしている登場人物はいない。
ビルゲンワースの研究者やゲールマンを祖とするが、ルドウイーク以降、多くは医療教会の管轄となっている。
SIE（発売当時はSCE）側が用意した公式サイトや商品説明文には、「狩人（ハンター）」という表記がされる事が多いが、実際のゲーム中の文章や日本語音声において「ハンター」と呼ばれる事は無く、「かりゅうど」とのみ呼ばれる。
仕掛け武器
狩人たちが右手に持つ、何らかの仕掛けを備えた武器群。それぞれが仕掛けによって変形、変質することで様々な局面に対応する。
例えば代表的な武器である「ノコギリ鉈」は「至近距離で獣を引き裂くノコギリ」と「間合いの広い長柄の鉈」という二つの特性を、変形によって切り替える事ができる。
獣狩りの銃器
狩人が左手に持つ、様々な銃器。必ずしも銃であるわけではなく、松明や鉄拳、盾なども含まれる。
銃の場合、使用には「水銀弾」と呼ばれるアイテムが必要。松明は特定の敵を怯えさせ、盾は性能が低いものの、今作では貴重な防御アイテムとなる。
獣狩りの夜
主人公がヤーナムを訪れた時期が、こう呼ばれている。
狩人をはじめ、街には患者たちと「獣」を追う間に自分たち自身も「獣」となった獣狩りの群衆が徘徊し、ヤーナム市民は家に隠れている。また上位者たちが姿を現し、医療教会が様々な儀式を執り行っている。
はじめは夕暮れだが、ゲームが進行すると赤い月などが昇り、やがて夜明けを迎える。
血の医療
ヤーナム独自の医療。
身体に特殊な調整がなされた血の聖女と呼ばれる人々から輸血液や薬を精製して処方する。一度、ヤーナムの血を受け入れた者は輸血されることで生きる力と、その感覚を得る。そして血の常習者となる。
医療教会
ビルゲンワースに師事したローレンスが設立した医療機関であり、人々の獣化を予防するとともに、獣となった人々を狩る機関である。設立当初は人々を守る機関であったが、自分たちが治療薬であるとして配った輸血液は人を強化する効果があったが副作用として「獣の病」を蔓延させ、人々の獣化を招いた。これ以上の獣化をおさえるため、医療教会は旧市街を焼き払い封鎖した。そのため医療教会の信用はなくなった。
彼らの掲げる「予防」とは獣狩り＝患者を虐殺することであり、「治療」とは患者に直に触れ、書物から得られない知見を求めることである。今や「獣」より、さらに強力な怪異を狩ることを目的としている。
かつてヤーナムで行われた虐殺や実験棟で繰り返される人体実験、そしてそれ以上の秘密が漁村に隠されている。
青ざめた血
ヨセフカ診療所で目覚めた時、記憶が曖昧となった主人公が自筆の手記から知った、ヤーナムに求める”何か”。
医療教会の隠す特殊な血の医療か、あるいはアイテムと思われ、これを発見することがプレイヤーの目的。
血の遺志
敵を倒したり「死血の雫」などのアイテムを消費することで得られる。死者の遺志のようなものであり、狩人の身体を変え、力を与えてくれる。
ゲームシステム上は、Soulsシリーズにおける通貨と経験値を兼ねた要素「ソウル」とほぼ同一の概念。
啓蒙
本来の「蒙（未熟な者）を啓く」＝「人に正しい知識を与えて導く」という意味とは異なる概念。本作では、触れてはならない知識と説明されている。
かつてビルゲンワースの学長ウィレームが求めたもの。常人では見ることのできない上位者の声や姿を感知するための能力で「蒙（覆い）を啓く」＝「隠しているものを取り去る」という意味に置き換わっている。
プレイヤーが啓蒙を得ることでプレイ中、ゲームの様々なものが変化する。また啓蒙取引でアイテムと交換したり、オンライン環境での協力プレイなどで消費される。
カレル文字
ビルゲンワースの研究者カレルが上位者の声を録音し、文字としたもの。脳の中に文字を焼き付けることで様々な効果を得られる。血に依存しない技術としてウィレームが期待していた。
ゲームシステム上ではSoulsシリーズの「指輪」に相当する役割を果たし、プレイヤーが装備することでステータスを強化したり、様々な効果を得られる。
上位者
神に近しいとされる存在の総称。古代トゥメル人が彼らと交信し、血の医療や様々な知識を得た。ビルゲンワースや医療教会も彼らに近づくことを目的としている。

### 舞台
狩人の夢
アイテム購入・売却、装備の強化、プレイヤーのレベルアップ、アイテムの保管場所、他のエリアへの移動を行うポーターなどがある狩人たちの本拠地。
狩人が死ぬとここで目覚め、ここから地上への目覚めを繰り返す。かつては大勢の狩人がこの夢に囚われていた。ゲールマンも最も古くから夢に囚われている。
古都ヤーナム
東の人里はなれた山間にある忘れられた街。古くから風土病である「獣の病」が蔓延している。古い医療の街でもあり、病み人たちが旅の果てに訪れる。
幾つもの谷を挟んで陸橋が交差し、立体的な地形に階層状の居住区を為している。かつては血の医療によって繁栄した。
ヨセフカの診療所
ヤーナム市街のはずれにある診療所。主人公が目覚めた場所。
ヤーナム市街
古都ヤーナムの居住区。両側の谷を隔てて聖堂街、旧市街に面する。獣狩りの夜が始まり、医療教会によって聖堂街に通じる陸橋が閉鎖されている。
聖堂街
医療教会の本拠地、大聖堂がある。ヤーナム市街とは谷で隔てられている地区。
また大聖堂には医療教会の指導者たちが住まう聖堂街上層がある。
オドン教会
聖堂街にある教会堂のひとつ。ヤーナム市街と聖堂街を地下墓地から伸びる通路で結ぶ。また医療教会の工房がある。
旧市街
ヤーナム市街とは谷を挟んだ向こう側にある。今は閉鎖されている。
当時は「灰血病」、後に「獣の病」と呼ばれる病の蔓延により昔、閉鎖され、患者たちは生きたまま火あぶりに遭った。
ヘムウィックの墓地街
ヤーナムのはずれにある広大な墓地。魔女たちが住んでいる。
禁域の森
街を追われた人々が住まうとされる森。今は閉鎖されており出入りできないようになっている。
ビルゲンワース
禁域の森のなかにある、かつての学び舎。既に多くの弟子たちが去り、閉鎖され、それでも何人かが未だに残っているという。
廃城カインハースト
ヤーナムと交流のあった貴族たちの城。今やヤーナムとの交流も途絶え、廃墟と化している。昔、ビルゲンワースの学生が裏切り、禁断の血を持ち出し、穢れた血族が生まれたという。
隠し街ヤハグル
医療教会の上位会派「メンシス学派」が牛耳っている。今回の獣狩りの夜は上位者と交信し、儀式を進めている。
悪夢の辺境
狩人の夢とは異なる別の異次元空間。上位者アメンドーズの寝所がある。
メンシスの悪夢
狩人の夢とは異なる別の異次元空間。メンシス学派の指導者、悪夢の主ミコラーシュが住んでいる。
教室棟、メルゴーの高楼などがある。
トゥメル遺跡
ヤーナムの地下に広がる神の墓と呼ばれる古代地下遺跡。上位者と交信した古代トゥメル人の墳墓。かつてビルゲンワースのウィレームの弟子が、ここから聖体を持ち帰った。
血の研究を恐れるようになったウィレームは関心を失ったが、狩人は血を得るためにここに挑む。トゥメル人はヤーナムに人が定住する以前に生きた太古の人ならざる種族だが、墓守たちは地下で生き続けている。
聖杯と呼ばれるアイテムを入手することで挑むことが出来る。
狩人の悪夢
DLC「The Old Hunters」で追加されたエリア。狩人の夢とは異なる別の異次元区間。かなり歪な状態だが、過去のヤーナムの出来事を再現しているらしい。
実験棟
DLC「The Old Hunters」で追加されたエリア。医療教会の隠された姿を暴く。大勢の患者たちが閉じ込められている。
漁村
DLC「The Old Hunters」で追加されたエリア。医療教会が秘密にする、かつて上位者たちの怒りを受け、狩人たちが呪われる原因となった事件の舞台。

## 評価
『Bloodborne』は発売当初から各種媒体で高い評価を受けている。ゲームの評価を集計しているGameRankingsでは31のレビューから92%の肯定的な評価を得、メタスコアでは48のレビューから100点中93点となっている。ゲームの雰囲気、プロット、表現方法、音楽、ゲームプレイ、全体的な方向性など全ての点で賞賛されている。他方で長いロード時間は不満点として上げられているが、この点について開発元のフロム・ソフトウェアは問題を解決するためにパッチを作成しているとのことである。

## 関連文献
- 電撃攻略本編集部『Bloodborne Official Artworks』KADOKAWA/アスキー・メディアワークス〈電撃の攻略本〉、2016年。ISBN 978-4048657983。